# حسن میرزا
حسن میرزا (انگلیسی: Hassan Mirza؛ زادهٔ ۱۸ ژوئن ۱۹۹۸) ورزشکار هندبال اهل بحرین است.
وی در مسابقات کشوری و بین‌المللی در مجموع برندهٔ ۱ مدال نقره شده‌است.